# Nicola Dal Santo
Nicola Dal Santo, né le 14 novembre 1988 à Villafranca di Verona, est un coureur cycliste italien.

## Palmarès
- 2005
  - 2e du championnat d'Italie de poursuite par équipes juniors
- 2008
  - 3e de la Coppa 1° Maggio
- 2009
  - 2e du Trofeo Gavardo Tecmor
  - 3e de la Coppa San Vito
- 2013
  - 3e du Grand Prix Santa Rita

## Classements mondiaux
| Année           | 2009   | 2010 | 2011 | 2012   | 2013 |
| --------------- | ------ | ---- | ---- | ------ | ---- |
| UCI Europe Tour | 1 139e | 825e | 806e | 1 141e | 503e |